# 지방도 제515호선
지방도 제515호선은 충청북도 괴산군 청천면 도원삼거리와 음성군 금왕읍 호산리를 잇던 충청북도의 지방도이다.
2010년 9월 3일 지방도 제333호선과 통합되면서 폐지되었다. 지금의 지방도 제533호선 구간과 지방도 제513호선 일부 구간이 이 지방도의 일부에 해당한다.

## 연혁
- 2003년 1월 3일 : 덕평 ~ 사리간 도로(괴산군 사리면 이곡리) 1.14km 구간 개통[1]
- 2003년 2월 14일 : 노선 폐지 및 재지정으로 기점이 '괴산군 청천면 무릉리'에서 '괴산군 청천면 화양리'로 변경[2]
- 2008년 12월 26일 : 지방도 도로구역 지정[3]
- 2009년 6월 19일 : 장암 ~ 지경간 도로 확포장공사로 인해 괴산군 청안면 장암리 ~ 청천면 지경리 2.3km 구간 도로구역 변경[4]
- 2010년 9월 : 지방도 제333호선과 통합[5]
- 2013년 12월 27일 : 충북혁신도시 조성으로 인해 음성군 맹동면 본성리 ~ 두성리 구간 2.086km 변경[6]

## 주요 경유지
- 괴산군
  - 청천면 도원삼거리 - 화양리 - 후영교 - 후영리 - 지촌리 - 거봉교 - 거덕교 - 덕평리 - 대전리 - 여사왕리
  - 문광면 방성리
  - 청천면 지경리 - 지경삼거리
  - 문광면 지경2삼거리
  - 청안면 장암리
  - 사리면 이곡리 - 신촌 교차로 - 월현교 - 화산삼거리 - 화산리 - 화산재
  - 소수면 화산재 - 고마리 - 원당교 - 원당삼거리 - 금곡교 - 명덕교 - 소암리 - 몽촌리 - 옥현리 - 옥현삼거리

- 음성군
  - 원남면 주봉리 - 마송리 - 마송삼거리 - 보천역 - 보천삼거리 - 보천리 - 원남면사무소 - 보천교 - 조촌리 - 삼용삼거리 - 삼용리 - 통동재 (해발 230m)
  - 맹동면 통동재 (해발 230m) - 통동삼거리 - 통동리 - 진천음성혁신도시 - 신돈 교차로 - 신돈삼거리 - 본성 교차로 - 쌍정리 - 쌍정 교차로 - 맹동초등학교 - 맹동삼거리 - 맹동면사무소 - 마산 교차로 - 마산로 - (입체 교차로) - 봉현교 - 봉현리 - 봉현사거리
  - 대소면 부윤리 - 부윤 회전교차로 - 부윤교 - 수태리 - 삼정리 - (대소농협주유소) - 오산교 - 오산리 - 대소119안전센터 - 오산사거리 - 태생리
  - 삼성면 천평리 - 선정리 - 덕정리 - 삼성사거리 - 김정사거리 - 김정삼거리 - 형제고개
  - 금왕읍 형제고개 - 사창리 - 내곡리 - 내곡삼거리 - 구계리 - 능산1교
  - 삼성면 능산1교 - 능산삼거리 - 능산리 - 능산초등학교 - 능산2교
  - 금왕읍 능산2교 - 호산사거리 - 지방도 제333호선과 직결

## 중복 구간
- 괴산군 청천면 지경삼거리 ~ 문광면 지경2삼거리 : 국도 제19호선, 국도 제37호선과 중복
- 음성군 원남면 마송삼거리 ~ 보천삼거리 : 국도 제36호선과 중복
- 음성군 원남면 삼용삼거리 ~ 통동삼거리 : 지방도 제516호선과 중복
- 음성군 삼성면 삼성사거리 ~ 금왕읍 내곡삼거리 : 지방도 제583호선과 중복

## 도로명
- 괴산군 청천면 도원삼거리 ~ 지경삼거리 : 도경로
- 괴산군 청천면 지경삼거리 ~ 문광면 지경2삼거리 : 괴산로
- 괴산군 문광면 지경2삼거리 ~ 청안면 장암리 : 장암로
- 괴산군 사리면 이곡리 ~ 월현교 북단 : 이곡로
- 괴산군 사리면 월현교 북단 ~ 화산삼거리 : 모래재로
- 괴산군 사리면 화산삼거리 ~ 소수면 원당삼거리 : 화산재로
- 괴산군 소수면 원당삼거리 ~ 음성군 원남면 마송삼거리 : 원소로
- 음성군 원남면 마송삼거리 ~ 보천삼거리 : 충청대로
- 음성군 원남면 보천삼거리 ~ 보천리 : 보천로
- 음성군 원남면 보천리 ~ 맹동면 신돈삼거리 : 원중로
- 음성군 맹동면 신돈삼거리 ~ 맹동삼거리 : 덕금로
- 음성군 맹동면 맹동삼거리 ~ 대소면 (대소농협주유소) : 대동로
- 음성군 대소면 (대소농협주유소) ~ 오산리 : 오태로
- 음성군 대소면 오산리 ~ 오산사거리 : 오산로
- 음성군 대소면 오산사거리 ~ 삼성면 삼성사거리 : 대성로
- 음성군 삼성면 삼성사거리 ~ 금왕읍 내곡삼거리 : 금일로
- 음성군 금왕읍 내곡삼거리 ~ 호산리 : 금율로

## 같이 보기
- 지방도 제333호선
- 지방도 제533호선
- 지방도 제513호선